# Benin na Letnich Igrzyskach Olimpijskich 2012
Benin na Letnich Igrzyskach Olimpijskich 2012, które odbyły się w Londynie, był reprezentowany przez 5 zawodników.
Był to dziesiąty start reprezentacji Beninu na letnich igrzyskach olimpijskich.

## Reprezentanci

### Boks
Mężczyźni
| Zawodnik      | Konkurencja      | 1/16               | 1/8              | Ćwierćfinały     | Półfinały        | Finał            | Finał   |
| Zawodnik      | Konkurencja      | Przeciwnik Wynik   | Przeciwnik Wynik | Przeciwnik Wynik | Przeciwnik Wynik | Przeciwnik Wynik | Pozycja |
| ------------- | ---------------- | ------------------ | ---------------- | ---------------- | ---------------- | ---------------- | ------- |
| Shafiq Chitou | Lekka (do 60 kg) | Ahmed Mejri P 9-16 | NQ               | NQ               | NQ               | NQ               | NQ      |

### Judo
Mężczyźni
| Zawodnik          | Konkurencja | 1/32                 | 1/16             | 1/8              | Ćwierćfinały     | Półfinały        | Repasaż 1        | Repasaż 2        | Finał            | Finał   |
| Zawodnik          | Konkurencja | Przeciwnik Wynik     | Przeciwnik Wynik | Przeciwnik Wynik | Przeciwnik Wynik | Przeciwnik Wynik | Przeciwnik Wynik | Przeciwnik Wynik | Przeciwnik Wynik | Pozycja |
| ----------------- | ----------- | -------------------- | ---------------- | ---------------- | ---------------- | ---------------- | ---------------- | ---------------- | ---------------- | ------- |
| Jacob Nel Gnahoui | -60 kg      | Paischer P 0000-0100 | NQ               | NQ               | NQ               | NQ               | NQ               | NQ               | NQ               | NQ      |

### Lekkoatletyka
Mężczyźni
| Zawodnik         | Konkurencja | Eliminacje | Eliminacje | Ćwierćfinał | Ćwierćfinał | Półfinał | Półfinał | Finał | Finał   |
| Zawodnik         | Konkurencja | Wynik      | Miejsce    | Wynik       | Miejsce     | Wynik    | Miejsce  | Wynik | Miejsce |
| ---------------- | ----------- | ---------- | ---------- | ----------- | ----------- | -------- | -------- | ----- | ------- |
| Mathieu Gnanligo | 400 m       | DNF        | DNF        | —           | —           | NQ       | NQ       | NQ    | NQ      |

Kobiety
| Zawodnik          | Konkurencja        | Eliminacje | Eliminacje | Ćwierćfinał | Ćwierćfinał | Półfinał | Półfinał | Finał | Finał   |
| Zawodnik          | Konkurencja        | Wynik      | Miejsce    | Wynik       | Miejsce     | Wynik    | Miejsce  | Wynik | Miejsce |
| ----------------- | ------------------ | ---------- | ---------- | ----------- | ----------- | -------- | -------- | ----- | ------- |
| Odile Ahouanwanou | 100 m przez płotki | 14.76      | 8.         | —           | —           | NQ       | NQ       | NQ    | NQ      |

### Pływanie
Mężczyźni
| Zawodnik           | Konkurencja   | Eliminacje | Eliminacje | Półfinał | Półfinał | Finał | Finał   |
| Zawodnik           | Konkurencja   | Czas       | Miejsce    | Czas     | Miejsce  | Czas  | Miejsce |
| ------------------ | ------------- | ---------- | ---------- | -------- | -------- | ----- | ------- |
| Wilfried Tevoedjre | 50 m dowolnym | 29.77      | 58.        | NQ       | NQ       | NQ    | NQ      |